# Robertino Jelovčić
Robertino Jelovčić (Sebenico, 3 agosto 1965) è un allenatore di calcio a 5 ed ex giocatore di calcio a 5 croato.

## Biografia
Anche il figlio Franko è stato un giocatore di calcio a 5.

## Carriera
Considerato tra i migliori talenti che la Croazia abbia espresso nella disciplina, Jelovčić vanta la partecipazione, con la nazionale maggiore, al campionato europeo 1999 nel quale gli esordienti balcanici sono stati eliminati nella fase a gironi.